# Колб Надія Леонідівна
Наді́я Леоні́дівна Ко́лб (* 1993) — українська тенісистка.

## З життєпису
Народилася 1993 року в місті Євпаторія. Представляє місто Львів. Молодша сестра Марина є її постійною партнеркою в парному розряді. Переважно грає на турнірах ITF Women's World Tennis Tour. Із сестрою виграли десять титулів у парному розряді.
Випускниця Львівського університету фізичної культури.